# Peameal bacon
Le peameal bacon (également connu sous le nom de cornmeal bacon) est du bacon non fumé, fabriqué à partir de longe de porc maigre et désossée, parée et roulée dans la farine de maïs. On le trouve principalement dans le sud de l'Ontario. On attribue son développement à William Davies Company (en), emballeur de porc de Toronto, venu d'Angleterre au Canada en 1854,.
Le nom peameal bacon provient de la pratique historique qui consistait à rouler la longe désossée, séchée et parée, dans des pois jaunes séchés et moulus afin de prolonger la durée de conservation. Depuis la fin de la Première Guerre mondiale, le lard est enroulé dans de la farine de maïs jaune moulue.
Les sandwichs au bacon de pois, composés de bacon cuit sur un Petit pain kaiser (en) et parfois garnis de moutarde ou d'autres garnitures, sont souvent considérés comme un plat typique de Toronto, en particulier du St. Lawrence Market de Toronto.